# Bathygnathia magnifica
Bathygnathia magnifica is een pissebed uit de familie Gnathiidae. De wetenschappelijke naam van de soort is voor het eerst geldig gepubliceerd in 1977 door Moreira.